# Kuttsukiboshi
Kuttsukiboshi (くっつきぼし? lett. "Stelle intrecciate") è un original anime video in due parti, scritto, diretto ed animato da Naoya Ishikawa. È prodotto dalla Primastea (Isshoni Training, Isshoni Sleeping), con musica composta da Shunsuke Morita e la colonna sonora prodotta da Dax Production. Il primo OVA, ufficialmente pubblicato il 16 agosto 2010, è stato venduto da Primastea al loro Comiket78 stand; mentre il secondo episodio, seppure previsto per l'estate 2011, è stato pubblicato il 11 maggio 2012..La sigla finale per la prima parte è "First Love Space Acceleration" (初恋加速空間?, Hatsukoi Kasoku Kūkan) di Asami Imai mentre la sigla finale per la seconda parte è "My 71%" (私の71%?, Watashi no Nanajūichi Pāsento) di Ikumi.

## Trama

### Parte 1
Kiiko Kawakami è una ragazza del liceo che ha ottenuto poteri paranormali da un incidente stradale. L'unica persona a conoscenza di ciò è la sua compagna di classe Aaya Saito, per la quale ha una cotta. Un giorno Aaya dopo che aveva osservato i poteri di Kiiko, cosa di cui si interessava particolarmente, dice a Kiiko di stendersi con lei sotto un albero per poi addormentarsi. Dopo averla osservata, Kiiko si china per baciare Aaya mentre sta dormendo, e quando è ormai prossima a realizzare il suo desiderio, esita e quindi Aaya la trascina a sé baciandola. Le due decidono di avere un appuntamento rischioso all'interno della scuola vuota, e trascorrere le vacanze estive insieme a fare sesso in luoghi diversi. Un giorno Kiiko, tornando da Aaya per riprendere il cellulare dimenticato, la scopre a fare sesso col proprio fratello, Kota, un famoso artista.

### Parte 2
Aaya rapisce Kiiko, la trattiene in palestra, la violenta e se ne prende cura per alcuni giorni. Dopo essere stata lasciata andare, Kiiko ancora si rifiuta di perdonare Aaya, la quale intanto riceve la notizia che Kota è morto. Qualche tempo dopo Aaya invita Kiiko a casa sua, chiedendole di fare l'amore con lei un'ultima volta prima che lei lasci il Giappone. Quella notte Kiiko legge i ricordi di Aaya, e scopre quindi che Kota aveva una malattia terminale e che aveva fatto leva sulla pietà della sorella per fare l'amore con lei prima di subire l'operazione in cui, alla fine, è morto. Quando Kiiko, la mattina successiva si sveglia, Aaya è già andata via e allora concentra a tal punto i suoi poteri da riuscire a teletrasportarsi sull'aereo dove si trova Aaya. Conciliati i loro sentimenti, le due si teletrasportano fuori dall'aereo e poi su un pianeta ignoto, dove si giurano amore eterno.

## Personaggi
Kiiko Kawakami (川上紀衣子?, Kawakami Kiiko)
Una ragazza dai capelli castani compagna di classe e amica di Aaya Saito. Dopo un incidente, ha ottenuto poteri soprannaturali come la psicocinesi . Lei è innamorata di Aaya, e inizialmente non ha il coraggio di confessarsi. Non si sottrae alle attenzioni di Aaya verso i suoi poteri e accetta di "farle da cavia" .Ha un'indole chiusa ed è timida. È doppiata da Asami Imai.
Aaya Saitō (斉藤亜綾?, Saitō Āya)
Una ragazza dai capelli biondi compagna di classe e amica di Kiiko. Le piace effettuare esperimenti con i poteri di Kiiko, ma in realtà è innamorata di lei. Solitamente prende l'iniziativa quando si tratta di giocare ed ha una personalità esplicita. Vive da sola con suo fratello Kota, con il quale, prima di conoscere Kiiko progetta un viaggio al di fuori del giappone. È doppiata da Miku Isshiki.
Kōta Saitō (斉藤 康太?, Saitō Kōta)
Fratello maggiore di Aaya, è un'artista famoso conosciuto ed ascoltato anche da Kiiko, che regala ad Aaya un suo cd, senza sapere che il cantante è il fratello dell'amica. Non ha mai accettato di uscire con altre ragazze a causa della sua attrazione verso la sorella, che emerge in punto di morte quando le chiede di concedersi, manipolandola, prima di morire nella consecutiva operazione. È doppiato Naoki Koshida.

## Musiche
- "First Love Space Acceleration" (初恋加速空間?, Hatsukoi Kasoku Kūkan) di Asami Imai
- "My 71%" (私の71%?, Watashi no Nanajūichi Pāsento) di Ikumi